# Давидянц, Владимир Тимофеевич
Владимир Тимофеевич Давидянц (5 февраля 1905, Воронеж, Воронежская губерния, Российская империя — 5 февраля 1972, Донецк, Украинская ССР) — украинский советский специалист горного дела, горный инженер-маркшейдер. Доктор технических наук (1961), профессор (1963).

## Биография
В 1928 году окончил Днепропетровский горный  институт. Работал участковым маркшейдером «Грузуголь» (Ткибули), в 1929—1931 годах — научным сотрудником научно-исследовательского Центра проблем горной промышленности (Харьков); в 1931—1933 годах — участковым маркшейдером шахты «Пирамида» (остров Шпицберген, Норвегия); в 1933—1941 годах — руководителем группы Всесоюзного института горного дела (Харьков); в 1943—1946 годах — консультантом ДОНДИПРОШАХТ Министерства угольной промышленности СССР (Донецк); в 1946—1972 годах — заведующим отдела горного давления института Минуглепрома УССР (Донецк).

## Научная деятельность
Основатель научной школы горного давления и управления кровлей. Исследовал основы создания и совершенствования средств управления кровлей и крепления рабочего пространства лав, участвовал в разработке конструкций индивидуальных металлических и гидравлических механизированных креплений.

## Избранные публикации
- Металлическое крепление в очистных выработках Донбасса. Харьков, 1940
- Состояние и перспективы управления кровлей в Донецком бассейне // Уголь. 1947. № 9
- В помощь посадчику лавы. Учебник по тех. минимуму. Москва-Харьков, 1948
- Движение боковых пород при разработке угольных пластов в Донецком бассейне. Москва, 1948
- Управление кровлей на крутопадающих пластах Донецкого бассейна. Москва, 1949
- Измерения проявлений горного давления на шахтах Донецкого бассейна. Москва-Ленинград, 1952
- Об основных параметрах механизированных крепей для условий крутых пластов Донбасса // Уголь. 1961. № 6
- Совершенствование способов и средств управления кровлей на шахтах Донбасса. Москва, 1969